# M2 (Russland)
Die M2 (russisch М2 «Крым» Krym, nach der Halbinsel Krim) ist eine russische Fernstraße.
Die M2 ist Teil der Europastraße 105. Sie führt vom Moskauer Autobahnring in südlicher Richtung aus der Hauptstadt heraus, durch den Moskauer Vorort Podolsk und Serpuchow (Oblast Moskau) über Tula, Orjol, Kursk und Belgorod bis zur ukrainischen Grenze bei Nechotejewka. Zwischen dem Moskauer Autobahnring und Pomogalowo, etwa 20 km von Tula, ist sie als Autobahn ausgebaut.
Zur Zeit der Sowjetunion führte die M2 in der Ukrainischen Sowjetrepublik weiter über Charkiw, Dnepropetrowsk, Saporischschja und Melitopol nach Simferopol auf der Halbinsel Krim.

## Galerie

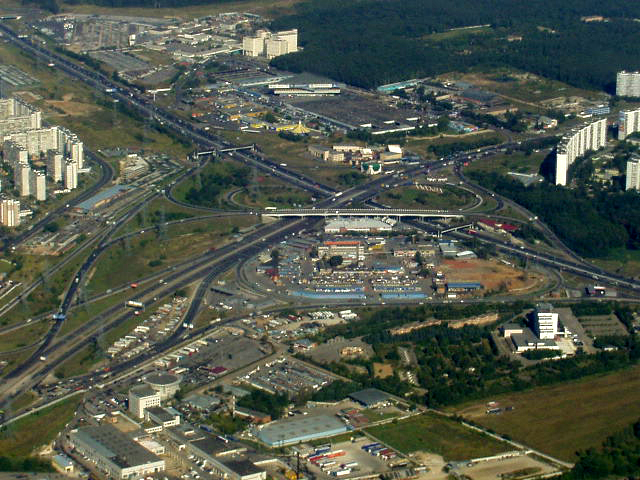
Kreuzung der M2 und des Moskauer Autobahnrings
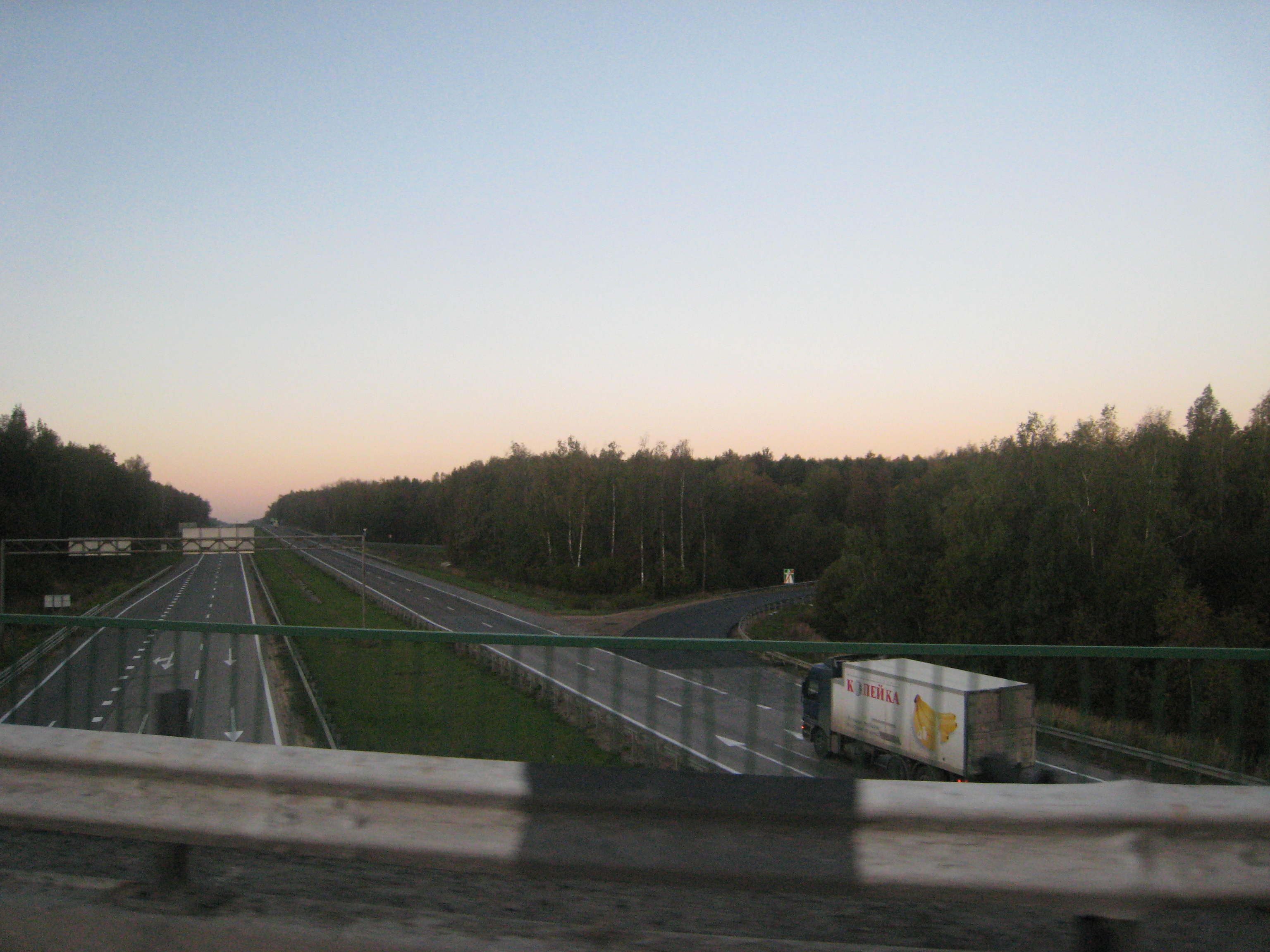
Die Autobahn M2 in der nähe von Tula